# Constantin Sofroni
Constantin Sofroni (n. 17 aprilie 1950, Frătăuții Vechi, România – d. 29 iunie 2003, Suceava, România) a fost un om politic român, care a îndeplinit funcțiile de subprefect al județului Suceava (1991–1992), președinte al Consiliului Județean Suceava (1992–1996) și primar al municipiului Suceava (1996–2000). În urma alegerilor din anul 2000, a devenit consilier local, fiind ales pe listele Partidului Național Liberal (PNL). Acesta era de profesie sociolog și jurist.

## Biografie
Și-a început cariera politică în FSN, a ajuns în prefectura Suceava, apoi a migrat la Mișcarea Ecologistă din România (MER), după care a ajuns, pentru câțiva ani, în Partidul Democrat Agrar din România (PDAR), pe listele căruia a devenit primar al Sucevei.
Ulterior, Constantin Sofroni a ajuns și la Partidul Alternativa României (PAR), devenit între timp Uniunea Forțelor de Dreapta (UFD), după care a trecut la Partidul Național Liberal (PNL).
A murit în urma unei tumori cerebrale maligne, în iunie 2003. La inițiativa primarului Ion Lungu, i s-a acordat post-mortem titlul de cetățean de onoare al municipiului Suceava, ca o răsplată a profesionalismului dovedit în administrația publică locală. Este înmormântat la cimitirul Pacea din Suceava.
La inițiativa primarului Ion Lungu, o stradă din noul cartier al Tinereții de pe dealul Mănăstirii Teodoreni a primit numele fostului primar Constantin Sofroni.